# Nar Mobile
Nar es una marca de actividad comercial de Azerfon, un operador de telefonía móvil localizado en Bakú, Azerbaiyán.

## Generalidades
Azerfon SL lanzó su actividad comercial el 21 de marzo de 2007 bajo la marca de Nar Mobile. Hoy en día, la red de Azerfon cobre 80 % del territorio de la República de Azerbaiyán (lo que quiere decir prácticamente todo, dado que alrededor de 20 % del territorio actualmente está bajo la ocupación de Armenia). El número de abonados excede 2 millones de personas. En 2009 ha sido establecida una asociación entre Azerfon SL y Vodafone. En diciembre de 2009 Azerfon se hizo el primer operador de telefonía móvil de Azerbaiyán a lanzar una red 3G.

## Marketing
«Nar» quiere decir «granada» en idioma azerí. Por lo tanto, este fruto que, según la empresa, simboliza la conexión entre la vida moderna y la riqueza del patrimonio cultural de Azerbaiyán, se usa frecuentemente en la publicidad de la compañía.